# 약속 (2000년 드라마)
《약속》은 2000년 10월 23일부터 2001년 4월 21일까지 방영된 한국방송공사 TV소설이다.

## 방송 시간
| 방송 채널 | 방송 기간                          | 방송 시간                                  | 방송 분량 |
| --------- | ---------------------------------- | ------------------------------------------ | --------- |
| KBS 1TV   | 2000년 10월 23일 ~ 2001년 4월 21일 | 매주 월요일~토요일 오전 8시 5분 ~ 8시 30분 | 25분      |

## 제작진
- 극본: 송정림
- 연출: 한정희, 지영수
- 조연출: 지병현

## 등장 인물
- 이정윤 → 설수진: 은수 역
- 이인 → 정재곤: 민제 역
- 노형욱 → 전현: 현수 역
- 윤지유 → 김정난: 지수 역
- 김용림: 권용순 역
- 이영하: 서신행 역
- 이덕화: 허태흥 역
- 김규철: 채기섭 역
- 서혜린: 성자 역
- 임동진: 신진성 역
- 엄유신: 승희 역
- 임경옥: 유미 역
- 이정웅: 순태 역
- 권귀옥: 길란 역
- 양세윤: 문희 역
- 이혜숙: 정선 역
- 민욱: 경섭 역
- 민지영: 오 선생 역
- 이미영

## 참고 사항
- 방영 전 성인 배우들 섭외 문제로 어려움을 겪었다.[1]
- 극중 허태흥 역의 이덕화가 55차례나 흡연하는 장면을 방송하여 비판을 받았다.[2]
- 담당 PD 한정희는 하얀 민들레 이후 3년 만에 본 작품으로 드라마 연출 활동을 재개했다.